# Ancyluris tedea
Ancyluris tedea är en fjärilsart som beskrevs av Pieter Cramer 1777. Ancyluris tedea ingår i släktet Ancyluris och familjen Riodinidae. Inga underarter finns listade i Catalogue of Life.

## Bildgalleri

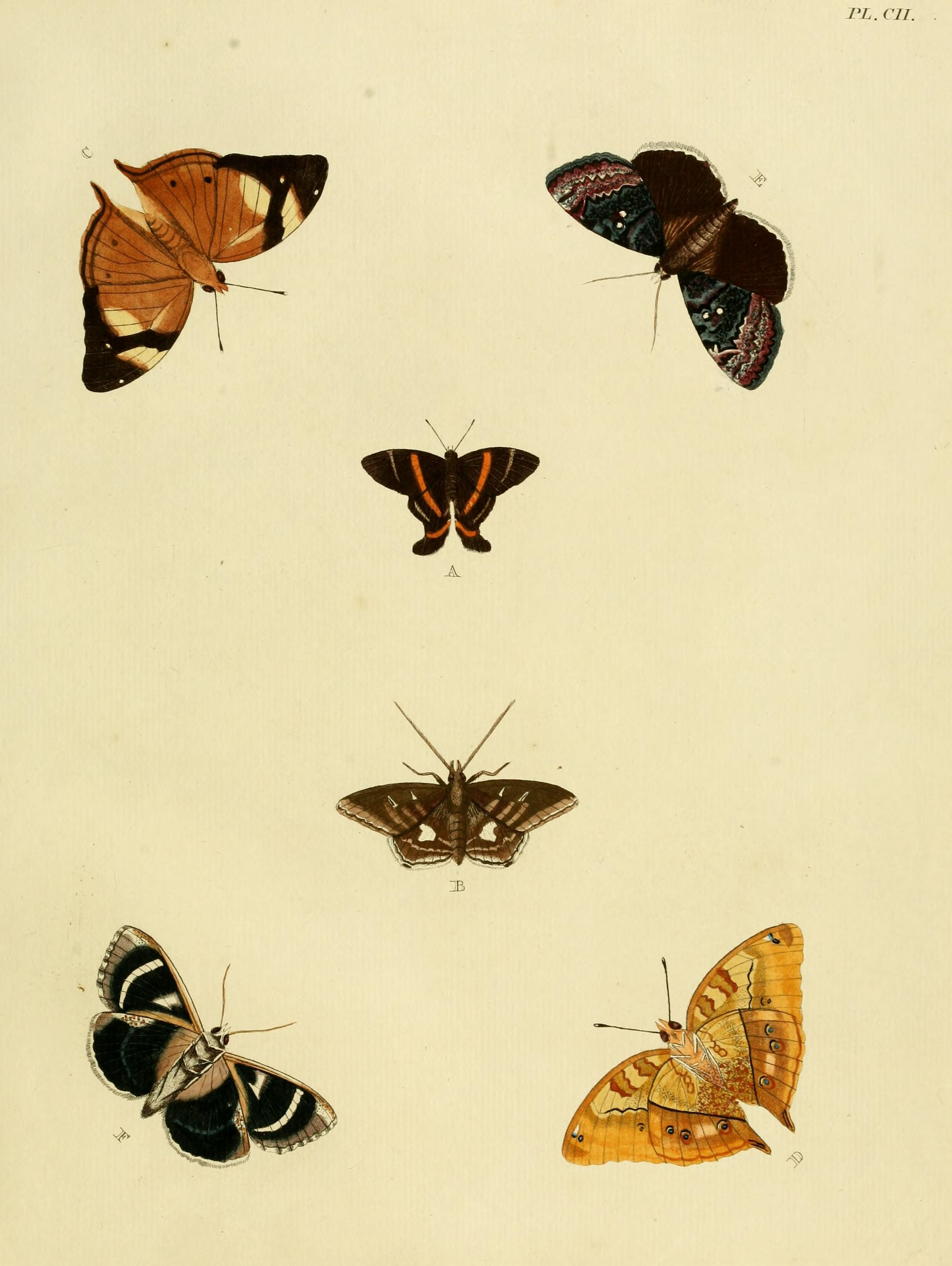